# Kunstlicht
Kunstlicht is licht dat op kunstmatige wijze wordt opgewekt; dit in tegenstelling tot natuurlijk licht zoals daglicht (zonlicht) of maanlicht, of licht dat ontstaat door de bliksem. Ook licht dat wordt veroorzaakt door lichtgevende organismen wordt tot natuurlijk licht gerekend.

## Vuur
De oudste bekende vorm van kunstlicht is het licht dat wordt veroorzaakt door vuur. Vuren worden van oudsher gebruikt om in het donker zichtbaar te zijn; denk aan prehistorische kampvuren, aan vuurbakens om schepen in het donker te waarschuwen of aan fakkels om in het donker mee te nemen om de weg te verlichten.

## Olie- en gaslicht
De oudste bekende olielampen dateren waarschijnlijk van de tiende eeuw voor Christus. In een grot in het Franse Lascaux waarvan bekend is dat die tussen de 10.000 en 15.000 jaar geleden bewoond werd, werd in 1940 de oudst bekende stenen olielamp gevonden. Dergelijke lampen werden gestookt op dierlijke of plantaardige oliën, of soms ook wel op aardolie die spontaan uit de grond kwam, zoals op sommige plaatsen in Perzië. Ook worden al duizenden jaren kaarsen gebruikt, wat feitelijk ook olielampen zijn: een kaars bestaat uit vetachtige stof (was) in vaste vorm, maar deze wordt bij de vlam tot vloeibare olie. In de graftombe van Toetanchamon (14e eeuw voor Chr.) werden kaarsenhouders gevonden.
Aan het eind van de 18e eeuw werd de olielamp verbeterd, in de vorm van de Argandse lamp. Rond diezelfde periode kwam er stadsgas beschikbaar en werd gasverlichting geïntroduceerd, zowel voor in huis als voor Straatverlichting.

## Elektrisch licht
In de jaren 1870 werd voor het eerst elektrisch licht toegepast, in de vorm van de koolstofbooglamp die al in 1809 door sir Humphry Davy was uitgevonden maar die pas in 1878 zo verfijnd was dat hij praktisch toepasbaar was geworden. De gloeilamp waarmee dezelfde sir Humphry Davy al in 1801 tevergeefs had geëxperimenteerd, werd in 1872 in Rusland door Alexander Lodygin verfijnd tot een bruikbare vorm; in 1878 volgde de Engelsman Joseph Swan en een jaar later deed Thomas Edison in de Verenigde Staten dat ook.
In het begin van de 19e eeuw werd geëxperimenteerd met de gasontladingslampen, maar pas een eeuw later kwamen ze in commerciële productie. De bekendste vormen hiervan zijn de TL-lamp en de spaarlamp.
Na enige aanzetten in het begin van de twintigste eeuw, werd in de jaren 1960 de lichtgevende diode (led) uitgevonden. Aanvankelijk kon deze alleen maar zwak rood licht uitstralen, leds werden toen vooral als indicatorlampje op machines gebruikt. Pas nadat Shuji Nakamura van het Japanse bedrijf Nichia in 1994 de blauwe led uitvond, konden led-lampen in het hele zichtbare lichtspectrum gemaakt worden en begon dit zeer zuinige type lamp aan zijn doorbraak.